# Sergio Villarruel
Ireneo Villarruel, conegut artísticament com a Sergio Villarruel (Córdoba, 10 de febrer de 1930 - Buenos Aires, 9 d'abril de 1997) va ser un periodista argentí.

## Biografia
En 1954 va començar la seva carrera com a comentarista d'esports del diari La Voz del Interior (de Córdoba) i a l'any següent es va fer càrrec del servei de notícies de Radio Splendid (també de Córdoba).
El 29 de maig de 1969 ―als 39 anys― va cobrir per a Canal 13 (de Buenos Aires) els esdeveniments del Cordobazo, aconseguint una gran popularitat. En aquest canal de televisió va treballar 22 anys.
En 1972 va entrevistar en exclusiva Juan Domingo Perón en la seva residència de Puerta de Hierro, i a finals d'aquell any va tornar a fer-ho al costat de Jacobo Timerman i Roberto Maidana. També va entrevistar Fidel Castro, Salvador Allende, el papa Joan Pau II, Jimmy Carter i Felipe González.
Després del cop militar de 1976 no va ser acomiadat, però la seva participació als noticiaris de Canal 13 es va limitar a les cotitzacions en la Borsa o la lectura de cables de l'agència oficial.
En ràdio, en tant, va treballar aquest mateix 1976 a Radioshow per Radio Del Plata.
En tornar la democràcia, Villarruel es va convertir en gerent de notícies de Canal 13, càrrec que va ocupar fins a 1991. En aquests anys, va ser el conductor del noticiari Buenas Noches, Argentina (1984-1988) per aquest mateix canal.
Va cursar un seminari en Mitjans de comunicació a la Universitat Stanford (Estats Units).
Des de 1991 va tenir els seus propis programes polítics en televisió per cable. Era seguidor del Belgrano de Córdoba, i un apassionat del tango.
El seu estil era sobri i equilibrat, de poques paraules.
| «                            | El periodisme és ofici, és rutina, és poder de síntesi i és el més allunyat de l'artificialitat que conec. Mai vaig fer una altra cosa en la meva vida que periodisme. No sabria fer una altra cosa. | » |
| — Sergio Villarruel, en 1970 | |   |

## Premis[1]
- 1971: Premi Martín Fierro al millor periodista de noticiari de televisió.
- 1973: Premi Santa Clara de Asís com a periodista de noticiari.
- 1974: Premi Ondas (de Barcelona).
- 1987: Premi Martín Fierro al millor programa periodístic.
- 1987: Diploma al mèrit com a periodista televisiu, de la Fundació Konex.